# Thesium aphyllum
Thesium aphyllum là một loài thực vật có hoa trong họ Santalaceae. Loài này được Mart. ex A. DC. miêu tả khoa học đầu tiên năm 1857.